# نخيل الزيت

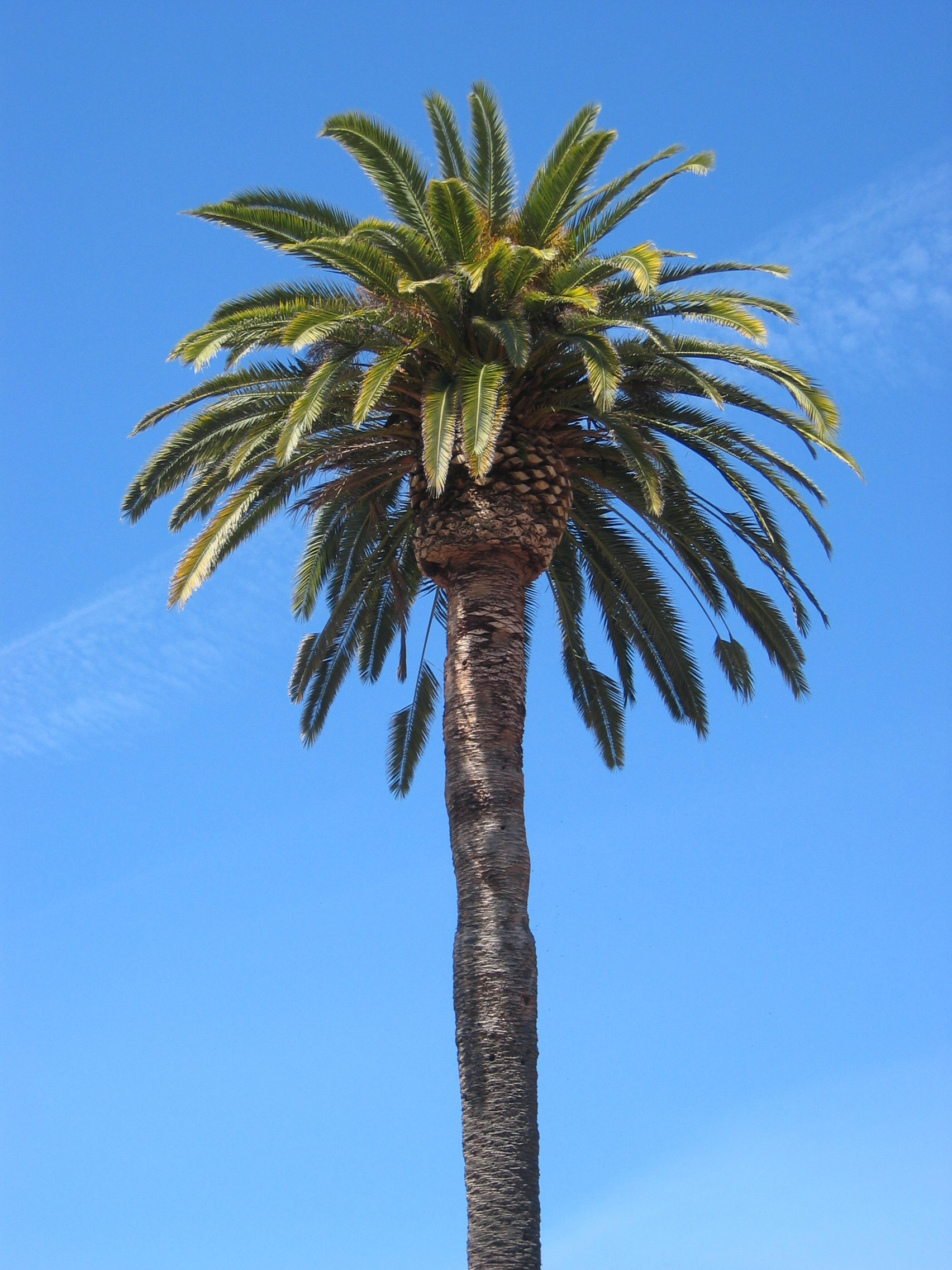
نخلة الزيت

نخلة الزيت اسمها العلمي ايليس جيننسس من الفصيلة النخلية موطنها غرب أفريقيا في غامبيا وأنغولا يزرع في ماليزيا في جزيرتي سومطرة والملايو, يوجد منها عدة أنواع تختلف بنسبة الناتج الزيتي للثمرة.
وحيدة الجنس ووحيدة المنزل، تخرج أغاريض على جذع النخلة بداخلها عناقيد أزهار مذكرة أو مؤنثة فقط، ويندكر أن يكون النبات ثنائي المنزل، تظهر المذكرة أو المؤنثة أولا على النبات ثم تظهر أزهار الجنس الأخر وتم التلقيح بواسطة الريح.
تتكاثر النخلة بالبذور وتحتاج إلى جو استوائي رطب وتربة من الطمي المفكك، تنتعش النخلة عند التسميد الفسفوري والبوتاسي.
يغل الفدان حوالي 4 طن من الثمار بها حوالي 0.9 طن زيت وتستخدم البواقي كعلف للحيوانات، تستخدم الزيوت الجيدة للطعام والرديئة منها لصناعة الصابون.أجرت ماليزيا تجارب على زيت النخيل لتحويله إلى وقود.
يعود استخدام الإنسان لزيت النخيل إلى قبل 5000 سنة في غرب أفريقيا، في أواخر 1800؛ اكتشف علماء الآثار زيت النخيل في ضريح أبيدوس بتاريخ 3000 قبل الميلاد. يعتقد أن التجار العرب جلبوا زيت النخيل إلى مصر.

## الوصف
أشجار النخيل الكبيرة هي بساق واحدة وتنمو بطول 20 متر.الأوراق ريشي الشكل ويصل طولها مابين 3-5 متر. تملك شجرة النخيل الفتيّة حوالي 30 ورقة في السنة. أشجار النخيل بعمر 10 سنوات وما فوق تنتج حوالي 20 ورقة بالسنة. تظهر الأزهار بشكل عناقيد كثيفة؛ تكون الزهرة المنفصلة صغيرة، مع ثلاث سبلات وثلاث تويجيات.